# انسی-لو-فرانک
انسی-لو-فرانک (به فرانسوی: Ancy-le-Franc) یک کمون در فرانسه است که در Canton of Ancy-le-Franc واقع شده‌است.

## خصوصیات
انسی-لو-فرانک ۱۹٫۶۵ کیلومترمربع مساحت و ۱٬۰۹۲ نفر جمعیت دارد.